# خلاف علمي

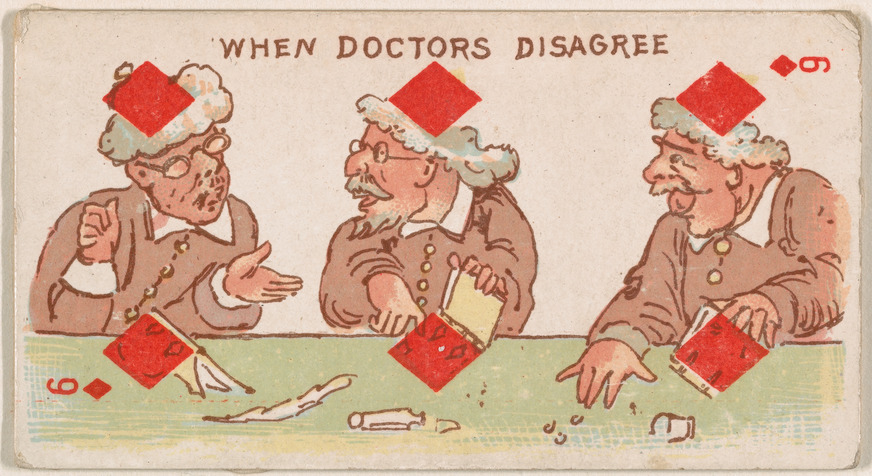
بطاقة "الست ماسات" بعنوان "عندما يختلف الأطباء"، هي جزء من مجموعة بطاقات هارلكين، السلسلة الثانية (N220)، والتي صدرت عن إخوة كيني.

خلاف علمي يشكل الخلاف العلمي تناقضاً ملموساً بين العلماء، وقد يشمل قضايا كترجمة البيانات، وتلك الأفكار المدعومة بالأدلة الجديرة بالمتابعة.

## نبذة
على سبيل المثال كان ذلك الخلاف موضوع نقاش شائع بين العرق و الذكاء التي أجريت بين البحوث الأكاديمية والعلوم الشعبية عندما تم تأسيس اختبار قياس الذكاء في أوائل القرن العشرين. وبالتالي أن الخلافات القائمة بين الأفكار العلمية وغير العلمية لا تندرج تحت النطاق العلمي وليست ضمن الخلافات العلمية الحقيقية.

## وصلات خارجية
- مراحل البحث العلمي